# ISA
ISA je ime za sabirnicu za IBM PC računala i skaćenica je od engleske složenice Industry Standard Architecture  (standardna industrijska arhitektura).  ISA je prvo nastala kao standardna 8-bitna sabirnica za IBM PC računala 1981. i kasnije je proširena 1983. Veće proširenje napravljeno je 1984. kada se uvodi 16-bitna sabirnica za podatke. ISA kao standard je napravljen radi spajanja kartica za proširenje izravno na matičnu ploču računala. 